# ハカン
ハカン（Hakan）は、カプコンが開発・販売している対戦格闘ゲーム『ストリートファイターIV』シリーズに登場する架空の人物。
担当声優は大畑伸太郎。

## 概要
ハン・ジュリとともに『スーパーストリートファイターIV』（以下『スパIV』と表記）から新規に追加されたキャラクターの一人。
「『ストII』に登場した「手足が伸びるうえに火を吹くインド人」（ダルシム）や「放電するジャングル育ちの野生児」（ブランカ）などの個性的なキャラクターたちの雰囲気を受け継ぎ、彼らと並んでも見劣りしない強烈なインパクトを持つキャラクター」というコンセプトを基に製作が進められた。キャラクターコンセプトデザイン（衣装デザイン）はイラストレーターのStudio CUBE.（岩田将尚、小松亜紗美）によるもの。
ハカンの格闘スタイル「ヤール・ギュレシュ」は、自身の出身国・トルコの国技であり、油（オイル）を全身に塗った状態で戦う、オイルレスリングの一種である。油は体に塗ることで滑りを良くし、相手に掴まれることを防ぐのが本来の目的であり、ハカンはその「滑り」をさらに利用して様々な戦法を開発している。

## キャラクター設定
世界屈指の食用油メーカーの社長であると同時に、トルコの国技であるオイルレスリング「ヤール・ギュレシュ」の達人。美人の妻メリケと7人の娘を抱える大所帯の主人にして、一家の大黒柱でもある。本編では究極の油のレシピを求め、趣味と実益を兼ねて世界の油を巡る旅に出る。
トルコ人だが、「言葉の訛りが強い」という設定から関西弁を喋る。これは外見と口調のイメージを統一すると同時に、『ストリートファイター』シリーズのメインキャラクターで関西弁を喋るキャラクターがいなかったことが理由に挙げられており、ハカンがシリーズ初の関西弁キャラクターとなる。
固くデコボコした独特の頭をしているが、これは帽子やヘルメットなどをかぶっているわけではなく、完全な地毛である。また、頭髪の色はトルコ石の色をイメージしている。彼の娘たちも全員ハカンと同じような髪をしており、アブラ（長女）、スサム（次女）、フルマジ（三女）、テレヤウ（四女）、カノラ（五女）、ゼイチン（六女）、アイチチ（七女）と名付けられている。好きなものは両親（「おとん」「おかん」と表記されている）で、嫌いなものはおとんの歌。
肌が赤いのは、スタッフいわく「この色の方が油のヌルヌルとした感じがよく出るから」らしい。

### 人物
いかつい見た目どおり非常に豪快で荒っぽい性格だが、同時に善良な性格の人物。少々、頑固で天然ボケ気味なところはあるものの、世話焼きで面倒見もいい人懐っこい性格をしている。年の離れた妻や幼い7人の娘を非常に大事にしており、家族からも慕われている。
日本の力士であるエドモンド本田とは旧知の仲であり、お互いに相手のことを認めあう非常に気心の知れた間柄であるが、互いに「自分の格闘技が最強だ」と譲らないため、何気ない発言から大喧嘩に発展してしまうこともある。また、トルコ人でありながら好物がちゃんこで特技が演歌であるなど日本文化に精通している面がある。『ストリートファイターV』には未参戦だが、アレックスといぶきのストーリーモードにて本田と一緒に登場している。
食用油メーカーの社長ということもあり、油に関することには常にアンテナを尖らせている。ムエタイの帝王サガットに「ムエタイオイル」のことを尋ねたり、本田のマゲを固めている「鬢付け油」についても興味津々な様子を見せる。
また、オイルレスリングという特異な格闘スタイルから様々な人物から注目を浴びており、時にはその可能性に興味を持った者に戦いを挑まれることも少なくない。
妻であるメリケはハカンの資産を活かしてヤール・ギュレシュの大会のスポンサーやサッカーチームのオーナーをしている。

## キャラクター性能
通常時と「オイル状態」とで自身や技の性質が変化する特殊なキャラクター。
基本的には投げ技を得意とし、攻撃力と打たれ強さに秀でたパワーキャラだといえるが、非常に鈍重でジャンプ力や移動速度に欠ける。奇襲性能に優れた技も持つが全体的に技後の隙が大きく、技自体の性能は低めなものが多い。
一方で「オイルシャワー」などの効果で「オイル状態」になることで、一定時間通常時にはない様々な恩恵を得ることができるため、キャラクター性能の強化が可能となっている。特に「オイル状態」のセービングアタックは、攻撃動作まで左右移動が可能になる。

## 技の解説

### 特殊技
ガードポジション
両手で頭をかばいながら、即座にその場にうつ伏せに寝そべる回避技。
攻撃性能はないが発動中は自身の姿勢が非常に低くなるため、高い位置への攻撃をやり過ごすことができる。
また『スーパーストリートファイターIV ARCADE EDITION』（以下『AE』と表記）以降は特定の必殺技の動作をキャンセルして本技に移行できるようになった。
ハカンスマッシュ
レバー入れ弱パンチ。手ではたくような動作で前方を攻撃。その場から動かないためリーチは短い。
オイル状態時は前方に移動しつつ攻撃を繰り出すようになる。
ハカンタックル
レバー入れ中パンチ。前方に踏み込みながら放つショルダータックル。
オイル状態時は移動距離が伸びる。
ハカンスピア
レバー入れ強パンチ。わずかに前方に移動しつつ、両手で勢いよく突っ張る。
オイル状態時は移動距離が伸びる。『ウルトラストリートファイターIV』（以下『ウルIV』と表記）では飛び道具を打ち消すことができる。
ステップロー
レバー入れ弱キック。低い位置に蹴りを繰り出す。その場から動かないためリーチは短い。
オイル状態時は前方に移動しつつ攻撃を繰り出すようになる。
フロントキック
レバー入れ中キック。足の裏を当てる前蹴り。その場から動かないためリーチは短い。
オイル状態時は前方に移動しつつ攻撃を繰り出すようになる。
ステップニー
レバー入れ強キック。前方に踏み込みつつ、体重を乗せたローキックを繰り出す。下段属性のため相手は立ちガード不能。
オイル状態時は移動距離が伸びるほか、ヒット時にダウンを奪えるようになる。
ハカンカチワリ
強パンチを最大ホールドすると発動する、大きく振りかぶってからの手刀。威力は変わらないがオイル切れ状態だと相手をダウンさせられる。
オイルヘッドコンボ
オイル状態でのみ発動できる特殊技。前進しながらそれぞれ2ヒットと1ヒットの2連続の頭突きを繰り出す。

### 投げ技
ハカンスルー
前投げ。相手に組み付き背後に回った後、前方に放り投げる。
ハカンリバース
後ろ投げ。相手を捕らえた後、後方に投げ飛ばす。
ハカンスタンプ
空中投げ。空中で相手を捕まえた後、相手と共に垂直に落下して地面に叩きつける。

### 必殺技
オイルシャワー
自社謹製のオイルをさらに浴び、「オイル状態」になるパワーアップ技。
パワーアップ中は肉体が発光したようにテカり、自身の防御力や必殺技の攻撃力・性能が上昇。さらにセービングアタックの構え中に前へ移動する、ダッシュキャンセル通常技が使えるようになるなど、性能が全体的に底上げされる。
オイルを浴びている時間の長さに比例して「オイル状態」になれる時間も長くなるが、技の動作中は無防備な状態になるため大きな隙をさらしてしまう。『AE』では「オイル状態」時に再使用することで最大30秒まで効果時間の上乗せと延長が可能となった。
EX版はオイル状態になれる時間が最も長いほか、発動中は飛び道具に対して無敵になる。
オイルスライディング
ヘッドスライディングを繰り出し、相手の足元へ滑るように突進する。
アーマーブレイク属性を持った下段判定の打撃投げ。高い位置への攻撃を避けつつ攻撃できるほか、ヒット時は追撃技の「ボディープレス」や「オイルシャワー（『AE』以降）」への派生も可能。
EX技版のみ、オイル状態時は移動距離が伸びる恩恵が得られる。
オイルロケット
油の潤滑を活かして、捕まえた相手の体を締め付けて上空へ発射するコマンド投げ。
至近距離にいる地上の相手にのみ有効で、威力が高い。
オイル状態時は威力が上がるほか、前方に滑るように技を出すため、つかみ範囲が広くなる。
『ウルIV』オメガエディションではオイル切れ状態だと相手が地面に叩きつけられると、反動で大きく跳ね上がる。
オイルダイブ
助走をつけてから前方にジャンプし、相手をつかむコマンド投げ。成功時はそのまま相手ごと地面を滑っていき、壁に叩き付ける。
空中に居る相手も掴むことが可能だが、基本的にしゃがんでいる相手を掴むことはできない。
ボタンを押しっぱなしにすることで飛びつき前の助走時間を延長することができ、発生タイミングをずらしてフェイントをかけることができる。
オイル状態時は威力が上がる。
『ウルIV』オメガエディションでは助走中にレバー下を2回入力することでキャンセルできる。
ハカンカチアゲ
相手の足に手を伸ばし、思い切り空中に持ち上げる。持ち上げ時にセービングキャンセルすることで別の必殺技やウルトラコンボ2に繋げることができる。
EX版はガード可能な打撃投げに変化し、相手の足を奪うと空中に放り投げ落下している間にオイルシャワーに派生する。

### スーパーコンボ
フライングオイルスピン
「オイルダイブ」の強化版。しゃがみ以外に決まるコマンド投げ。左右の壁を何度も往復して相手を連続で壁に叩き付ける大技。
ボタンの強さによって、出掛かりから特定の攻撃に対する無敵が得られる。また「オイルダイブ」と同様にボタンを押しっぱなしにすることで助走モーションが延長され、延長中は無敵時間も延長されるため、相手の攻撃をすりぬけて飛びつくことができる。
この技もオイル状態時は威力が上がる。

### ウルトラコンボ
UC1 - オイルコースター
「オイルロケット」の強化版のコマンド投げ。「オイルロケット」で上空に放り投げた相手を再度捕まえ、自分の腰まわりで高速回転させたあと肩をレールに見立てて相手を発射、壁に激突させる荒業。
発生速度に優れ、発動と同時に攻撃判定が発生するため、相手は技の発動を見てからジャンプなどで回避することはできない。また、オイル状態時に使用すると威力が大幅に上がり、ザンギエフの「アルティメットアトミックバスター」を上回る、全ウルトラコンボ中最高威力になる。
UC2 - オイルコンビネーションホールド
発動するとオイルを浴びてからその場に寝そべり、空中判定の状態で触れてきた相手を捕まえる対空投げ。
腹の上でつるんと滑った相手を捕まえたあと上に覆い被さり、その場で回転して、相手と互い違いの体勢でマウントポジションを決める。そのまま「オイルロケット」の要領で股の間から相手を発射し、壁に激突させる。
対空性能に関しては優秀だが、地上にいる相手に対してはまったく効果がない。この技もオイル状態時は威力が大幅に上がる。
ハカンの公式紹介プロモーションビデオではこの技を全キャラクターに決めるコミカルな編集がなされた。

## その他
- 『スパIV』で男性の新キャラクターを出すにあたり、キャラクター製作の参考として「世界の奇人・変人の映った映像」を製作スタッフ一同で片っ端から視聴したというエピソードがある。その中で特に目を引いたものが「アフリカの野生動物と素手で戦う男」と「全身に油を塗りたくって組み付き合う男たち」の映像であり、後に後者の映像がキャラクター原案に採用され、ハカン誕生のきっかけになった[1]。
- 「オイルレスリング」という格闘ゲームキャラクターの中でも他に類を見ない格闘技を使うため、製作時にも「どのようにして油を対戦に役立てるか」ということで悩み、「相手も自分もヌルヌル滑る」「油に引火して、炎の攻撃に対して受けるダメージが増える」など多くの案が提案されたが、その多くがハカン側が不利になってしまう内容だったため、最終的には現在の「油を浴びることで、ハカンの能力をアップさせる」というものに落ち着いたという経緯がある[7]。